# Yet another Conference
Yet another Conference (YaС) («ещё одна конференция», произносится «як») — ежегодная технологическая конференция, проводимая российской компанией «Яндекс» с 2010 года. С 2010 до 2020 год конференция проходила оффлайн, а с 2020 года YaC выходит в видео формате на Youtube и Кинопоиске.
Среди обсуждаемых тем:
- компьютерная безопасность;
- программирование;
- математика в компьютерных науках;
- проблемы систем хранения и обработки данных;
- медицинские технологии
- умная городская среда
- и другие темы.

Проходит осенью. Участие бесплатное, по предварительной регистрации. В целом YaС нацелена на продвинутых слушателей, обладающих знаниями в сфере информатики и математики выше среднего; выступления проходят на русском и английском языках. С 2020 года конференция полностью перешла в онлайн-формат.
Название собраний — аллюзия на расшифровку слова «Яндекс» — yet another indexer («ещё один индексатор»).

## YaС-2010
Прошла 1 октября 2010 года в Центре международной торговли. О мероприятии было объявлено в день программиста (в начале сентября). В конференции приняли участие докладчики «Яндекса», «Google», «ABBYY», «Intel», «Oracle», «Skype», «Spirit», «SUP», «Yahoo!».

## YaС-2011
Прошла 19 сентября 2011 года в 3‑х залах и множестве секций. Наряду с конференцией проходила и технологическая выставка.
Вместе с сотрудниками «Яндекса» в мероприятии приняли участие работники «Google», «Facebook», «Opera Software», «Kaspersky Lab», «Cloudera», «Нигма», «Shturmann», «Cloud9 IDE». В конференции также принимали участие исследователи из университета Тель-Авива (доклад Лиор Вольфа о системе распознавания лиц) и ИСП РАН.[значимость факта?]

## YaС-2012
Состоялась 1 октября 2012 года в 75‑м павильоне Международного выставочного центра (ВВЦ/ВДНХ) в Москве.
На мероприятии выступали представители «Яндекс», «Parallels», «Opera Software», «Microsoft Research», «Nimbula», «Cloud9 IDE», «Google», «Cisco Systems», «Cogniance», «Adobe».
Основная тематика:
- облачные технологии;
- интернет-математика;
- системное администрирование;
- разработка приложений под ОС «Андроид»[8].

Ключевым событием стало выступление генерального директора «Яндекса» Аркадия Воложа и объявление о выходе «Яндекс.Браузера» — браузера собственной разработки.
Выступил также представитель «Opera Software» — рассказал о технологии «Opera Turbo», которая будет использоваться в браузере «Яндекс».
Объявлено открытие собственного магазина приложений «Yandex.Store».
Среди прочих докладов:
- рассказ о системе «CRIU»;
- рассказ о новых разработках «Parallels» и «Microsoft Research».

## YaС-2013
На конференции, прошедшей 2 октября 2013 года, приняли участие более 50‑и докладчиков из «Яндекса» и других ИТ‑компаний, а также ведущие учёные. Выступили представители следующих крупных компаний: «Facebook», «Twitter», «Opera Software», «Etsy», «Cumulus Networks», «GitHub», «Cloudflare», «Open Compute», «Badoo», «MapBox», «Temboo», «Mellanox», «Mozilla Corporation» и других. На мероприятии «Яндекс» рассказал сразу о несколько инновационных решениях. Одно из них — платформа «Атом», позволяющая владельцам сайтов персонализировать вид веб‑страниц для каждого конкретного пользователя согласно данным, полученным от поисковика. Также были анонсированы: технология распознавания речи «Яндекс.СпичКит», облачная технология «Cocaine». Были сделаны обстоятельные доклады про разработки Яндекса — «Томита-парсер» (технология, позволяющая делать «выжимку» фактов из текста), хранилище «Elliptics»; также был интересный рассказ об анализе неявных предпочтений пользователей и использовании его результатов для улучшения формирования сниппетов документов в результатах поиска.

## YaC-2014
Событие проходило 30 октября 2014 года в конгресс-парке гостиницы «Рэдиссон Ройал Москва». Вместо привычного деления на секции в этот раз конференцию разделили на 6 «маршрутов»:
- «маршрут» разработки пользовательского интерфейса;
- «маршрут» программно-административной части;
- «маршрут» безопасности;
- «маршрут» администрирования;
- «маршрут» мобильных разработчиков и
- «маршрут» исследователей.

Ключевую часть составило представление новых продуктов компании:
- приложения «Диктовка» для набора и редактирования текста голосом;
- бета-версии Яндекс.Браузера для ОС «Линукс».

Также рассказано о новых возможностях системы «Яндекс.Метрика».

## YaС/m
Yet another Conference on Marketing, или YaС/m, конференция по цифровому маркетингу, аналитике и работе с данными в электронной коммерции.

### YaС/m-2013
Состоялась 16 мая 2013 года в Москве. На мероприятии была представлена новая поисковая платформа «Яндекса» — «Острова». Среди прочих обсуждаемых тем:
- большие данные в рекламе;
- адаптивные интерфейсы;
- ранжирование товаров;
- структурирование данных в интернет-магазинах;
- оптимизация в реальном времени;
- и другие.

Присутствовали представители следующих компаний — «FutureLabs», «Викимарт», «Lamoda», «Видео Интернешнл», «Receptive» и других.

### YaС/m-2014
Состоялась 5 июня 2014 года. Конференцию предварил традиционный секретный доклад «Яндекса» — на этот раз о новых возможностях Яндекс.Маркета, пользователи которого теперь могут покупать товары напрямую, не переходя на сайт интернет-магазина, и получать товар курьерской службой «Мультишип». Состоялась презентация «Яндекс.Книги» Дмитрия Соколова-Митрича. В конференции принимали участие компании «500 Startups», «Ozon.ru», «VisualDNA Russia» и другие.

### YaС/m-2015
Состоялась 4 июня 2015 года. В рамках основного доклада была представлена новая служба Яндекс.Радио — рекомендательный музыкальный сервис. В качестве докладчиков выступили представители компаний «Билайн», Data Insight, Calltouch, Repka.UA, Bookmate, Flocktory, K50. Среди обсуждаемых тем — большие данные и наука о данных.

### YaС/m-2016
Состоялась 29 июня 2016 года. В числе основных тем — алгоритмические решения в коммуникациях, автоматизированные и персонализированные средства доставки рекламных сообщений и аналитические инструменты для оценки их работы.. Ключевой доклад — представление новой службы Яндекс.Аудитории, нацеленной прежде всего на маркетологов. Кроме того, компания продемонстрировала уровень работы своих нейросетей, представив сборник стихов, написанных в подражание Егору Летову. В результате получился целый альбом под названием «Нейронная оборона», написанием музыки к которому и исполнением песен занялись сами сотрудники Яндекса.

## YaС-2017
Прошла 30 мая 2017 года. К традиционной тематике цифровых технологий и маркетинга добавилась тема — Технологии медицины.
В начале конференции прозвучала музыка, написанная нейросетью «Яндекса».
Среди значимых событий:
- Представлена платформа Яндекс.Дзен;
- Запуск сервиса Яндекс.Здоровье;
- Открытие доступа к API Яндекс. Погоды[23][24].

## YaС-2018
Конференция прошла 29 мая 2018 года в спортивном комплексе «ВТБ Ледовый дворец» и была посвящена, в том числе, умной городской среде.
Среди значимых событий:
- Представление Яндекс. Станции с встроенным голосовым помощником Алиса;
- Запуск платформы Яндекс. Диалоги;
- Запуск единой подписки на все сервисы — Яндекс. Плюс;
- Анонс премиальных автомобилей в каршеринге Яндекс.Драйв.

Во время конференции на площадке перед спорткомплексом проводился тест-драйв беспилотного такси.

## YaС-2019
Конференция прошла 23 мая 2019 года в Мегаспорт арена и была посвящена, в том числе, умному дому.
Среди значимых событий:
- Представлен медиаплеер «Яндекс.Модуль», позволяющий просматривать «Яндекс.Видео» и запускать «Яндекс.Эфир» на большом экране[27];
- Представлен видеоканал Мой эфир[28];
- Представление стартового набора устройств для умного дома;
- Представление новых возможностей Алисы для управления умным домом[29];
- Запуск сети «облачных ресторанов»[30];
- Семейная подписка «Яндекс. Плюс»[31];
- Анонсировано появление на дорогах 100 беспилотных машин в 2019 году;
- Анонс появления осенью 2019 года новой версии «Яндекс.Авто», интегрированной с системами автомобиля.

Аркадий Волож на конференцию приехал на беспилотнике.
Юрий Башмет и оркестр «Новая Россия» исполнили симфонию, написанную Кузьмой Бодровым и нейросетью «Яндекса».

## YaC-2020
В 2020 году из-за пандемии COVID-19 «Яндекс» отказался от офлайн формата конференции. Онлайн-конференция прошла 25 ноября 2020 года в новом формате фильма-интервью с сотрудниками Яндекса. В фильме руководители сервисов «Яндекса» рассказали, как делается «Яндекс», что интересного произошло в компании за этот год и какие планы на следующий.
Главные темы конференции:
- Итоги года Яндекса;
- ИИ, Big Data и новые алгоритмы поиска на базе нейросетей, трансформер YATI (Yet Another Transformer with Improvements)[36][37];
- Анонс «Яндекс. Станции Макс», новые функции голосового помощника «Алиса»[38][39];
- Экосистема сервисов и единая подписка «Яндекс. Плюс»;
- Доставка «по клику»[40];
- Анонс сервиса «Яндекс Бизнес» для владельцев малого бизнеса;
- Беспилотники и робот-курьер[41].

### YaC/e-2020
10 ноября 2020 года отдельно от основного YaC прошла онлайн-конференция «Yet another Conference / on Education» (YaС/e) про образование. Конференция была создана для тех кто интересуется и готов подискутировать на темы гуманистического, технологичного современного образования. На онлайн-конференции были предусмотрены разные форматы участия, в том числе доклады, дискуссии и вебинары.
Основные темы конференции:
- Проектирование образовательного опыта на цифровых платформах;
- Геймификация обучения с помощью технологий;
- Разработка школьных, вузовских и взрослых обучающих программ;
- Как сохранить живое общение при дистанционном обучении;
- Освобождение учителей от рутины для поиска индивидуальных траекторий для обучающихся.

## YaC-2021
Конференция прошла 8 декабря 2021 года в формате фильма-интервью с сотрудниками Яндекса. Ведущей интервью выступила Ирина Шихман.
В полутора часовом фильме раскрывалось множество тем: техническая составляющая работы сервисов компании, реализация продуктов от идеи до презентации пользователям, развернутые объяснения и ответы на самые популярные и частые вопросы о Яндексе и его продуктах. Также руководители разных направлений поделились ценностями и принципами компании.
На конференции была представлена «Яндекс Станция» второго поколения и новые функции голосового помощника «Алиса».
Главные обсуждаемые темы интервью:
- Беспилотное такси и роверы;
- «Умные» устройства и «Алиса»;
- Подорожание и принципы работы «Яндекс. Такси»;
- Использование данных и цензура в поиске;
- Дата-центры Яндекса;
- Работа «Яндекс. Лавки» за рубежом.

## YaC-2022
15 декабря 2022 года конференция вышла в формате мини-сериала, который состоял из 9 серий. В каждом эпизоде рассказывается об определённом направлении, сервисе или продукте Яндекса. Спикерами выступили менеджеры, разработчики, дизайнеры и другие сотрудники, которые работают над сервисами и их составляющим. Локациями для съёмок стали офисы компании, склады Яндекс Маркета и парковки, где Яндекс Go тестирует самокаты собственной разработки.

## YaC-2024
11 декабря 2024 года прошла в формате мини-сериала из 6 серий.